# Gyermekkortörténet
Gyermekkortörténet, gyermekségtörténet: a társadalomtörténeten belül kialakult új tudományágág, amely az 1960-as évek elejétől fogva indult látványos fejlődésnek.

## A tudományág története
Első kiemelkedő művelője Philippe Ariès (1914-1984) francia történész volt. A gyermekkortörténet azt vizsgálja, hogyan alakultak a történelem során a gyermekkel kapcsolatos elképzelések, attitűdök, viselkedési formák, a gyermeknevelési szokások. A gyermekkortörténet kutatói - a mikrohistória művelőihez hasonlatosan - a társadalom mikrofolyamataival foglalkoznak: a gyermek családi és társadalmi státusával, az életkörülményekkel, szokásokkal, a gyermekeket körülvevő anyagi és szellemi miliővel, a gyermek-felnőtt kommunikációval.
A gyermekkortörténethez pszichohistória felől közeledő kutatók (például Lloyd deMause) előszeretettel vizsgálják a gyermek-szülő és általában a gyermek-felnőtt kapcsolat pszichológiai jellemzőinek történeti fejlődését is. Forrásanyagát illetően a gyermekkortörténet elsősorban az évszázadok folyamán fennmaradt közvetett és közvetlen kordokumentumokra (mint például naplókra, visszaemlékezésekre, önéletrajzokra) támaszkodik, a közelebbi múlt feltárásakor gyakran használják fel a kutatók az elbeszélt történet eredményeit is. A gyermekkortörténet legközelebbi rokonságban a családtörténettel áll, de több ponton kapcsolódik a mentalitástörténethez, az egyetemes kultúrtörténethez és a pszichohistóriához is. Az előbb fölsoroltakkal együtt neveléstörténet újabb keletű határtudományaként is értelmezhető.